# Ernest Chesneau
Ernest-Alfred Chesneau, né à Rouen le 9 avril 1833 et mort à Paris le 21 février 1890, est un historien d'art et critique d'art français.

## Biographie
Après avoir servi quatre ans au 2e régiment de hussards, Chesneau avait renoncé à la carrière militaire où s’était illustré son père Édouard, lieutenant-colonel de la garde nationale et juge suppléant au tribunal civil. Il était venu de Rouen, recommandé par Sainte-Beuve, qui s’intéressait à lui, au directeur général des musées Émilien de Nieuwerkerke, qui prit Chesneau en particulière estime. Il fut son introducteur dans le salon de la princesse Mathilde et consentit même à tenir un de ses enfants sur les fonts de baptême.
Chesneau, qui était devenu bonapartiste, peut-être à cause de son passage à la Revue européenne, peut-être en raison de ses fréquents rapports, comme critique, avec l’administration des Beaux-Arts, fut, pendant dix ans, chargé des « communiqués » de la surintendance à la presse et des rapports de toutes sortes du surintendant avec les journaux, à tel point que les journalistes avaient fini par donner son nom aux entrefilets venant de l’administration qu’on ne les appelait plus qu’« Ernestine ». Écrasé d’une nombreuse famille, Chesneau, très courageux à la besogne, avait su se faire une situation passable, un gagne-pain suffisant de ce métier inhabituel. 
Reconnu en son temps comme un bon critique, Chesneau était un laborieux, de bonne volonté, paisible, qui soutenait, parmi les tendances contemporaines, les courants réaliste et romantique. La vie, après la chute du Second Empire, ne lui fut pas toujours facile, mais Chesneau n’en demeura pas moins fidèle à ses bienfaiteurs.
Il prononça en 1869 l'éloge funèbre du peintre paysagiste Paul Huet. Lors de ce discours, il déclarait que le paysage avant Paul Huet, « était un art décoratif, un art de combinaison académiques ; il en a fait un art de passion, un art héroïque »
Son compatriote et ami rouennais, Jules Levallois, ancien secrétaire de Sainte-Beuve, lui a consacré quelques pages de ses Mémoires.

## Publications
- Avec Alfred Robaut, L'Œuvre complet d'Eugène Delacroix : peintures, dessins, gravures, lithographies, sur us.archive.org, Paris, Charavay, 1855 ;
- Le Mouvement moderne en peinture. Decamps, Paris, Panckoucke, 1861 ;
- La Peinture française au XIXe siècle : les chefs d’école, Paris, Didier, 1862 ;
- L’Art dans les résidences impériales. Compiègne, Paris, E. Panckoucke, 1863 ;
- L’Art et les artistes modernes en France et en Angleterre, Paris, Didier, 1864 ;
- Mme de La Vallière (1644-1710), Paris, Blaisot, 1864 ;
- Les Nations rivales dans l’art : peinture, sculpture ; L’art japonais ; De l’Influence des expositions internationales sur l’avenir de l’art, Paris, Didier, 1868 ;
- Notice sur G. Régamey, Paris, Librairie de l’art, 1879, 1 vol. (53 p.) : fig. ; gr. in-8o ;
- Peintres et statuaires romantiques, Paris, Charavay frères, 1880 ;
- L'Éducation de l'artiste, Paris, Charavay frères, 1880 ;
- Constant Dutilleux, 1807-1865, Paris, 1880, in-8o ;
- Le Statuaire J.-B. Carpeaux : sa vie et son œuvre, Paris, A. Quentin, 1880, in-8o, VIII-286 p., pl., fig. et portrait.

## Sources
- Jules Levallois, Mémoires d’un critique : milieu de siècle, Paris, À la librairie illustrée, 1898.